# 河南中烟工业
河南中烟工业有限责任公司是一家河南烟草生产企业集团，前身为2004年成立的河南中烟工业公司。现有职工1.7万余人，年产销卷烟300万箱以上，总资产126亿元人民币。

## 生平
2004年1月，河南烟草行业实行工商体制改革，成立了河南中烟工业公司。2006年11月，河南中烟工业公司与所属新郑烟草（集团）公司、许昌卷烟总厂、郑州卷烟总厂实行合并重组。新的河南中烟工业公司下设郑州、许昌、新郑、安阳、南阳、驻马店、漯河、洛阳共计八个卷烟厂。2006年河南中烟销售收入155.4亿元，实现税收91.19亿元。2009年8月更名改制为“河南中烟工业有限责任公司”。
公司现有1家行业级技术中心、2个博士后工作站，有292个科研人员，以及20项技术专利。

## 主要品牌
红旗渠、帝豪、黄金叶三个品牌为“中国驰名商标”，另有金许昌也很畅销。红旗渠卷烟2006年销量113.49万箱。帝豪卷烟2006年销量12.15万箱。